# Jewhenij Saweta
Jewhenij Fedorowycz Saweta (ukr. Євгеній Федорович Савета; ur. 12 stycznia 1994) – ukraiński zapaśnik startujący w stylu klasycznym. Zajął ósme miejsce na mistrzostwach świata w 2021. Siódmy na mistrzostwach Europy w 2021. Brązowy medalista wojskowych MŚ z 2017. Mistrz Ukrainy w 2016 roku.